# Тумбевци
Тумбевци (болг. Тумбевци) — село в Болгарии. Находится в Великотырновской области, входит в общину Елена. Население составляет 20 человек (2022).

## Политическая ситуация
В местном кметстве Палици, в состав которого входит Тумбевци, должность кмета (старосты) исполняет Ана Иванова Атанасова (Болгарская социалистическая партия (БСП)) по результатам выборов правления кметства.
Кмет (мэр) общины Елена — Сашо Петков Топалов (Болгарская социалистическая партия (БСП)) по результатам выборов в правление общины.